# Spiaggia di San Giovanni di Posada
La spiaggia di San Giovanni è la spiaggia annessa all'omonima frazione di Posada. Insieme alle spiagge di Su Tiriarzu, Iscraios, Due Pini ed Orvile rappresentano le cinque spiagge di Posada.

## La spiaggia
La spiaggia ha inizio dalla foce dello stagno Longu e prosegue fino alla torre di San Giovanni/porto di La Caletta: la spiaggia è a sua volta divisa in due tratti, uno più a nord e uno più a sud, divisi da un tratto scoglioso.
Il tratto più a nord prende anche il nome di spiaggia della PS, per il fatto che in passato era presente una stazione di polizia balneare, mentre il tratto più a sud prende anche il nome di spiaggia della chiesetta, dato che si estende dalla chiesa di San Giovanni fino alla torre.
Inoltre, il tratto più a nord è preceduto da una vasta pineta, dove molte persone decidono di sostare per riposarsi all'ombra o per mangiare.
La spiaggia è caratterizzata da una sabbia chiara ed un mare limpido, ma a volte influenzato nel colore dalla foce dello stagno e dalle correnti.

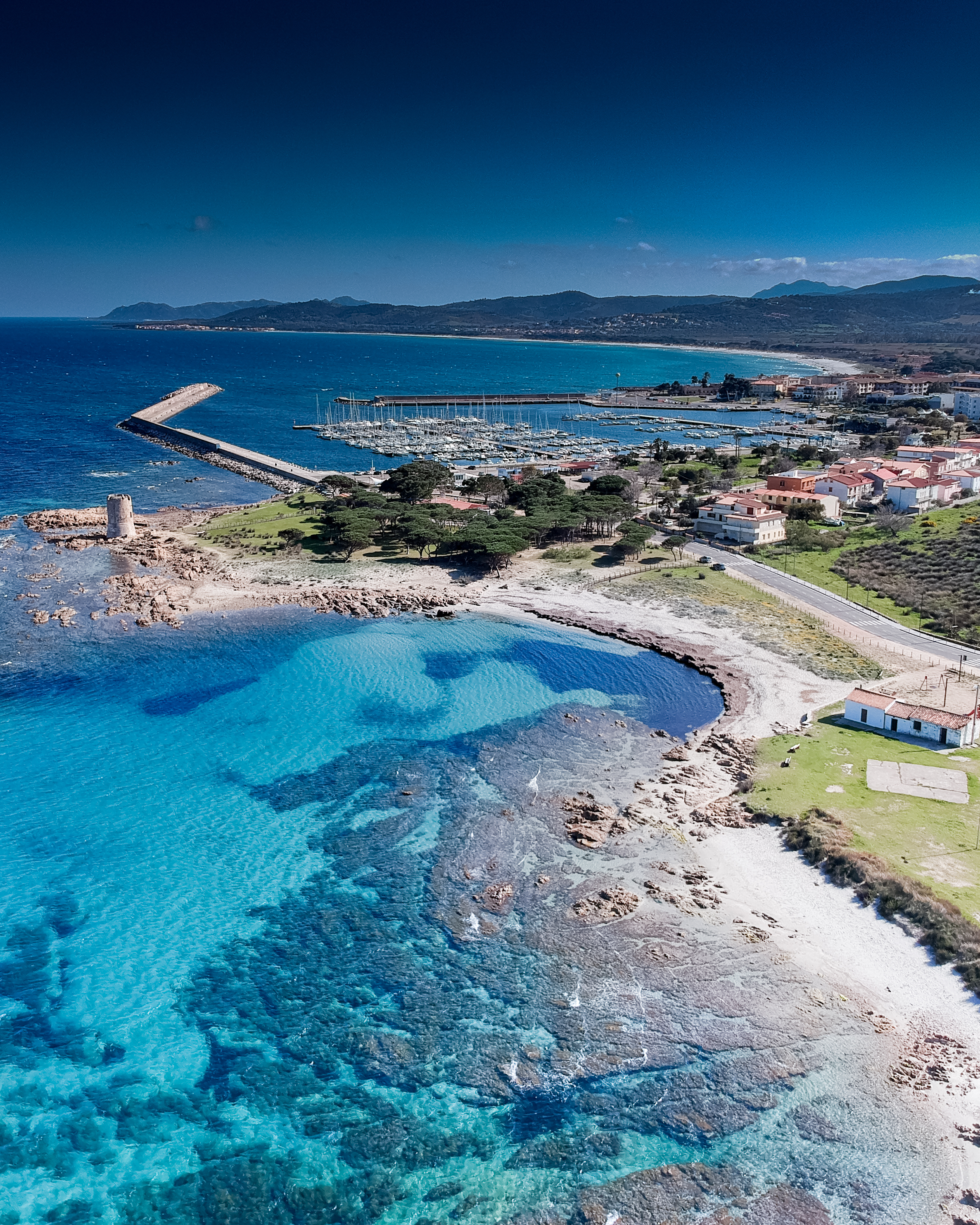
Il tratto più a sud della spiaggia di San Giovanni.

## Dati tecnici
La spiaggia di San Giovanni si estende, dalla foce parzialmente artificiale dello stagno Longu fino alla torre di San Giovanni, per circa 1 km, anche se c'è da notare che il tratto scoglioso (lungo circa 430 metri) che divide il tratto nord da quello sud non è molto frequentato proprio per la presenza di scogli sia in riva che nell'acqua, che non facilitano la balneazione, ma che sono ricchi di flora e fauna marina come saraghi, triglie, cernie, polpi, granchi, paguri, spigole, scorfani e raramente aragoste e murene.
La superficie dell'intero litorale sabbioso è di circa 2,5 ettari.

## Servizi
La spiaggia dispone di un parcheggio (a pagamento), di un bar e di un ristorante/bar.

## Premi
La spiaggia, insieme alle altre 4 di Posada, ottiene da più di dieci anni il prestigioso premio delle 5 vele Legambiente.

## Galleria d'immagini

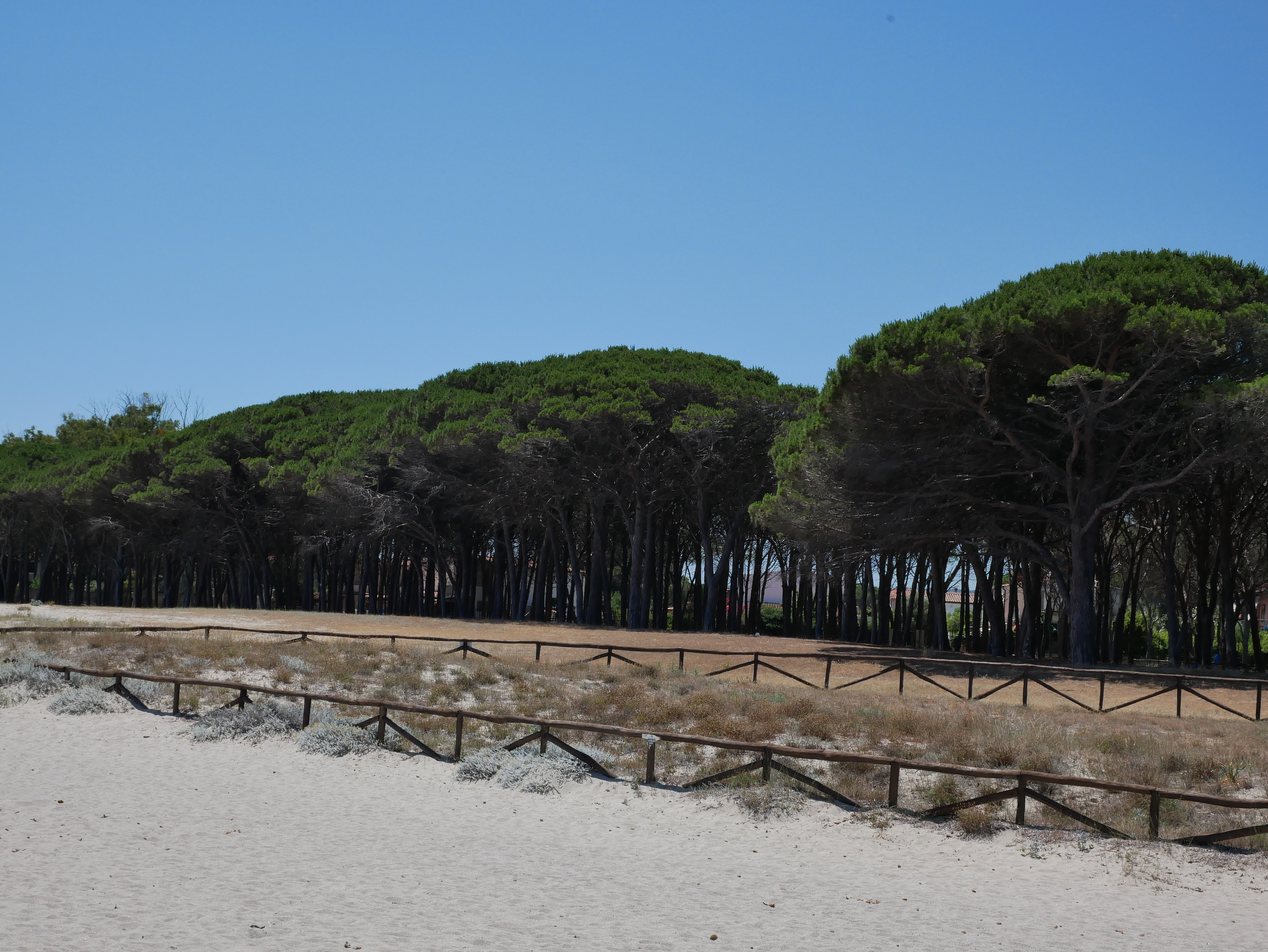
Pineta della spiaggia
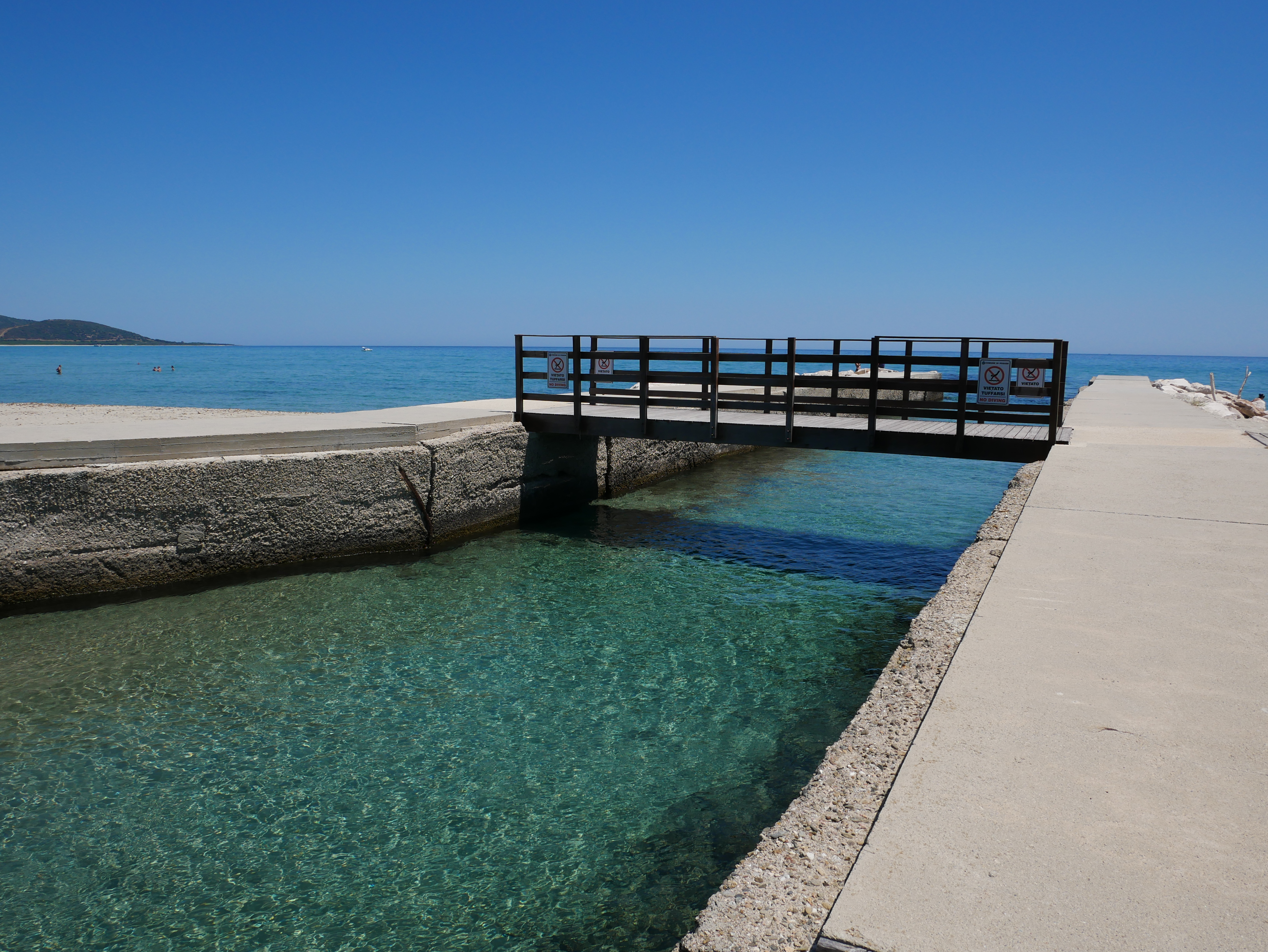
Foce del rio Santa Caterina e Stagno Longu che divide questa spiaggia da quella di Su Tiriarzu
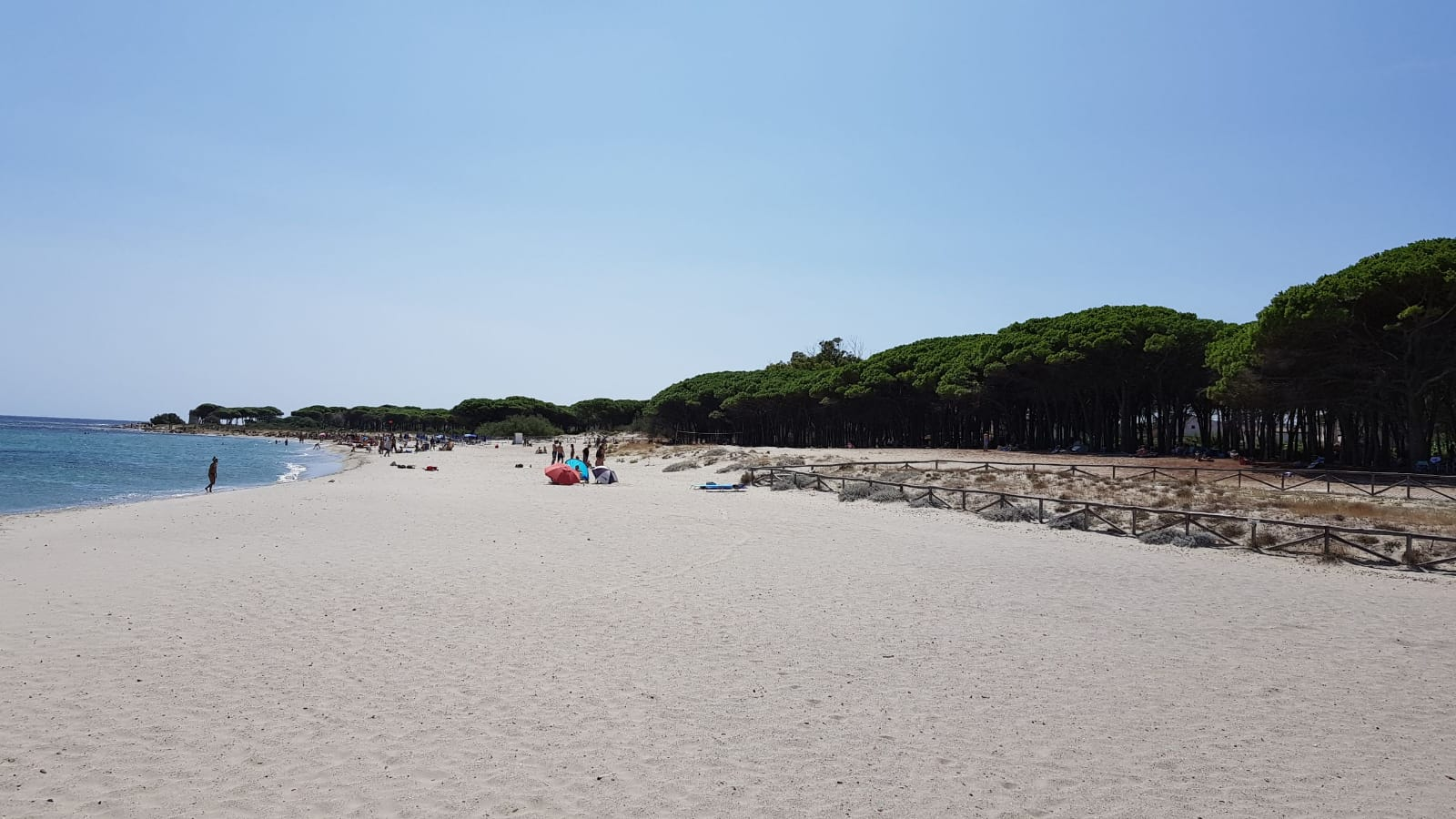
Altra vista della spiaggia